# قرار مجلس الأمن التابع للأمم المتحدة رقم 2017
قرار مجلس الأمن التابع للأمم المتحدة رقم 2017، المتخذ بالإجماع في 31 أكتوبر 2011.

## القرار
دعا مجلس الأمن إلى اتخاذ إجراءات لوقف انتشار صواريخ أرض-جو المحمولة وغيرها من الأسلحة في ليبيا من قبل السلطات المؤقتة في البلاد والدول الإقليمية والدول الأعضاء الأخرى ذات الصلة وأذن المجلس للجنة الجزاءات المفروضة على ليبيا باقتراح إستراتيجية للإبقاء على هذه العتاد من أيدي الإرهابيين وغيرهم.
من خلال اتخاذ القرار 2017 (2011) بالإجماع، دعا المجلس السلطات الليبية إلى اتخاذ جميع الخطوات اللازمة لضمان الحيازة المناسبة لقذائف سطح-جو المحمولة، المعروفة باسم منظومات الدفاع الجوي المحمولة وجميع الأسلحة الأخرى والأعتدة ذات الصلة وكذلك الوفاء بالتزامات ليبيا المتعلقة بالحد من التسلح ونزع السلاح وعدم الانتشار بموجب القانون الدولي، فضلاً عن مواصلة التنسيق الوثيق بشأن تدمير جميع مخزونات الأسلحة الكيميائية مع منظمة حظر الأسلحة الكيميائية.
دُعيت دول المنطقة إلى اتخاذ التدابير المناسبة لمنع انتشار تلك الأسلحة كذلك. ودُعيت الدول الأعضاء والمنظمات الدولية والإقليمية الأخرى إلى اتخاذ الإجراءات المناسبة لمساعدة السلطات الليبية والدول في المنطقة على تحقيق هذا الهدف.
طُلب من اللجنة المنشأة عملاً بالقرار 1970 (2011) بشأن الجزاءات المفروضة على ليبيا، بمساعدة فريق الخبراء التابع لها وبالتعاون مع الهيئات الأخرى ذات الصلة، تقييم التهديدات والتحديات التي يشكلها انتشار الأسلحة ولا سيما تلك المتعلقة بالإرهاب. وطُلب من اللجنة تقديم تقرير إلى المجلس بشأن مقترحات لمواجهة تلك التهديدات، بما في ذلك إدارة المخزونات ومراقبة الحدود وأمن النقل.

## روابط خارجية
- نص القرار في undocs.org